# François Buzot
François Nicolas Léonard Buzot, nascido em 1.º de Março de 1760 em Évreux, e morto em 18 de Junho de 1794 (segundo os arquivos parlamentares), próximo a Saint-Emilion, foi um político francês que exerceu essa atividade durante a Revolução Francesa. Foi membro da Assembléia Nacional Constituinte, de 1789 a 1791, e deputado do Eure na Convenção Nacional.
Advogado em Évreux, foi eleito deputado do Terceiro Estado nos Estados Gerais de 1789 pelo distrito de Évreux, em 1789. Na Assembléia Constituinte, imediatamente, toma partido radical contra a nobreza, o clero, de quem pleiteava a nacionalização dos bens, e a monarquia. Pleiteia igualmente o direito de todo cidadão ao porte de armas.
Retornando a Évreux, após a dissolução da Constituinte, torna-se presidente do tribunal criminal dessa cidade. É nesta época, quando de uma viagem a Paris, que conhece Manon Roland.
Em 1792, foi reeleito deputado do Eure na Convenção Nacional. Sob a influência de sua amiga, Madame Roland, ligou-se aos Girondinos e foi um de seus principais oradores. Queixou-se do comportamento de Marat e fez uma proposta para a criação de uma guarda nacional dos departamentos para defender a Convenção contra a turba parisiense. Sua proposição seria aceita mas jamais posta em prática. É sua também a proposta de medidas a serem tomadas contra os emigrantes, onde sugeria que fossem banidos perpetuamente do país. Propôs também o estabelecimento da pena de morte para qualquer pessoa que propusesse restabelecer a Monarquia.
Quando do processo contra Luís XVI, votou a favor da culpabilidade do rei e pela ratificação do julgamento do Povo. Quanto à pena, votou pela morte com a emenda sugerida por Mailhe, e pronunciou-se pelo sursis.
Torna-se membro da Comissão de Salvação Pública, novo Comitê de Defesa Geral, em 26 de Março de 1793. Combate a instauração de um Tribunal Criminal Extraordinário e do Comitê de Salvação Pública e abstém-se, dentro da Convenção Nacional, no escrutínio pela condenação de Marat. Foi diversas vezes denunciado pelas secções de Paris.
Em 2 de Junho de 1793, foi declarada sua prisão, juntamente com os girondinos. Consegue fugir e ganha a região de Calvados, na Normandia. Tenta então organizar, perto de Évreux, um corpo insurrecional federalista contra a Convenção Nacional.
Em 13 de Junho, Buzot é condenado e, em 17 de Julho, a Convenção Nacional decreta: «que a casa ocupada por Buzot em Évreux será demolida e que nada jamais poderá ser construído sobre este terreno. Aí será erguida uma coluna onde será afixada esta inscrição: "Aqui foi o asilo do celerado Buzot, que, representante do Povo, conspirou a perda da República francesa.".
Em 23 de Julho, a Convenção declara Buzot "Traidor da Pátria". Perseguido e caçado com o companheiro Pétion, procura abrigo em Saint-Emilion, próximo a Bordeaux, onde se esconde. Descobertos, Buzot e Pétion erram pelo campo e, segundo historiadores, teriam se envenenado. Seus cadáveres são encontrados no mês de Julho de 1794, parcialmente devorados por lobos.
Buzot deixou suas "Memórias", publicadas em 1823. 